# Bufenin
A bufenin fehér por. Agyi és periferiális értágító. Raynaud-betegség(en), éjszakai lábgörcs és más vérkeringési rendellenesség ellen írják fel.
Méhizom-lazítóként koraszülés ellen is alkalmazzák.

## Hatásmód
Az adrenerg bétareceptorok(en) agonistája. Ezen felül közvetlenül hat a vázizomzat artériáira és arterioláira.

## Ellenjavallatok, mellékhatások
A szer ellenjavallt infarktus, súlyos angina, rohamokban jelentkező tachycardia esetén. Különleges figyelem szükséges peptikus fekély, tachiarritmia, kezeletlen koszorúér-szűkület, terhesség és szoptatás esetén.
Mellékhatások: remegés, idegesség, gyengeség, szédülés, szívdobogás, hányinger, hányás, vérszegénység.

## Adagolás
3–12 mg naponta 3–4-szer, legfeljebb napi 90 mg-os adagban, szájon át. Koraszülés ellen intravénás injekció alakjában adják.

## Készítmények
Nemzetközi forgalomban önállóan:
- Arlidin
- Dilatol
- Dilydrin
- Flumil
- Nilken
- Nylidrin
- Opino[1]
- Penitardon
- Pervadil
- Tocodilydrin

Kombinációban:
- Arbid
- Opino[1]

Magyarországon nincs forgalomban.